# 용면초등학교 용연분교
용면초등학교 용연분교는 전라남도 담양군 용면 가마골로 189 (용연리)에 있었던 분교이다.

## 연혁
- 1933년 6월 5일 용면공립보통학교 청흥간이학교 개설
- 1945년 4월 5일 용면북공립국민학교 개교
- 1976년 3월 15일 현 위치로 이전
- 1991년 3월 1일 용면국민학교 용연분교장
- 2000년 3월 1일 용면초등학교로 통폐합